# Theater am Meer – Niederdeutsche Bühne Wilhelmshaven

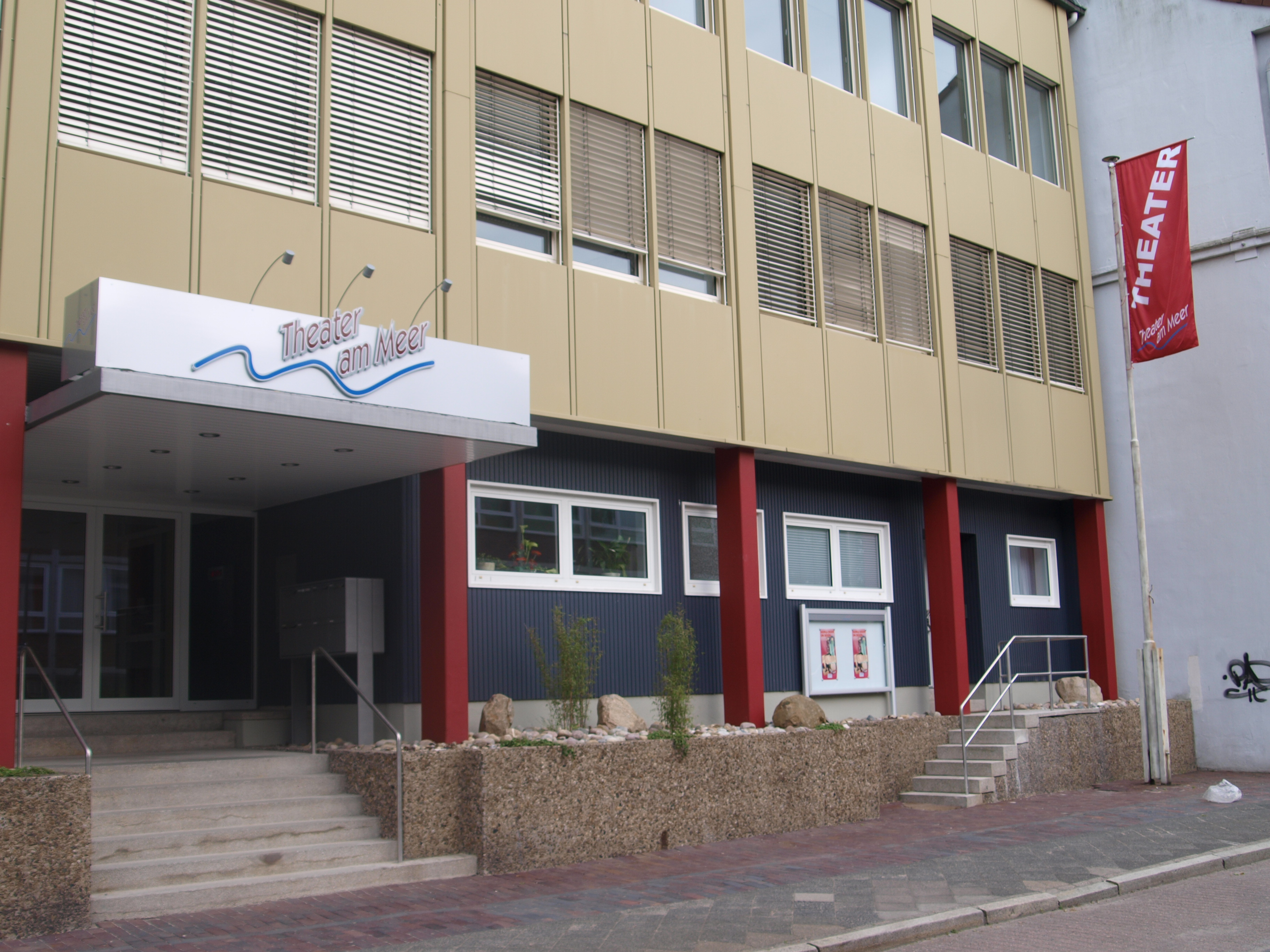
Theatereingang Kieler Straße 63 mit Logo und Fahne

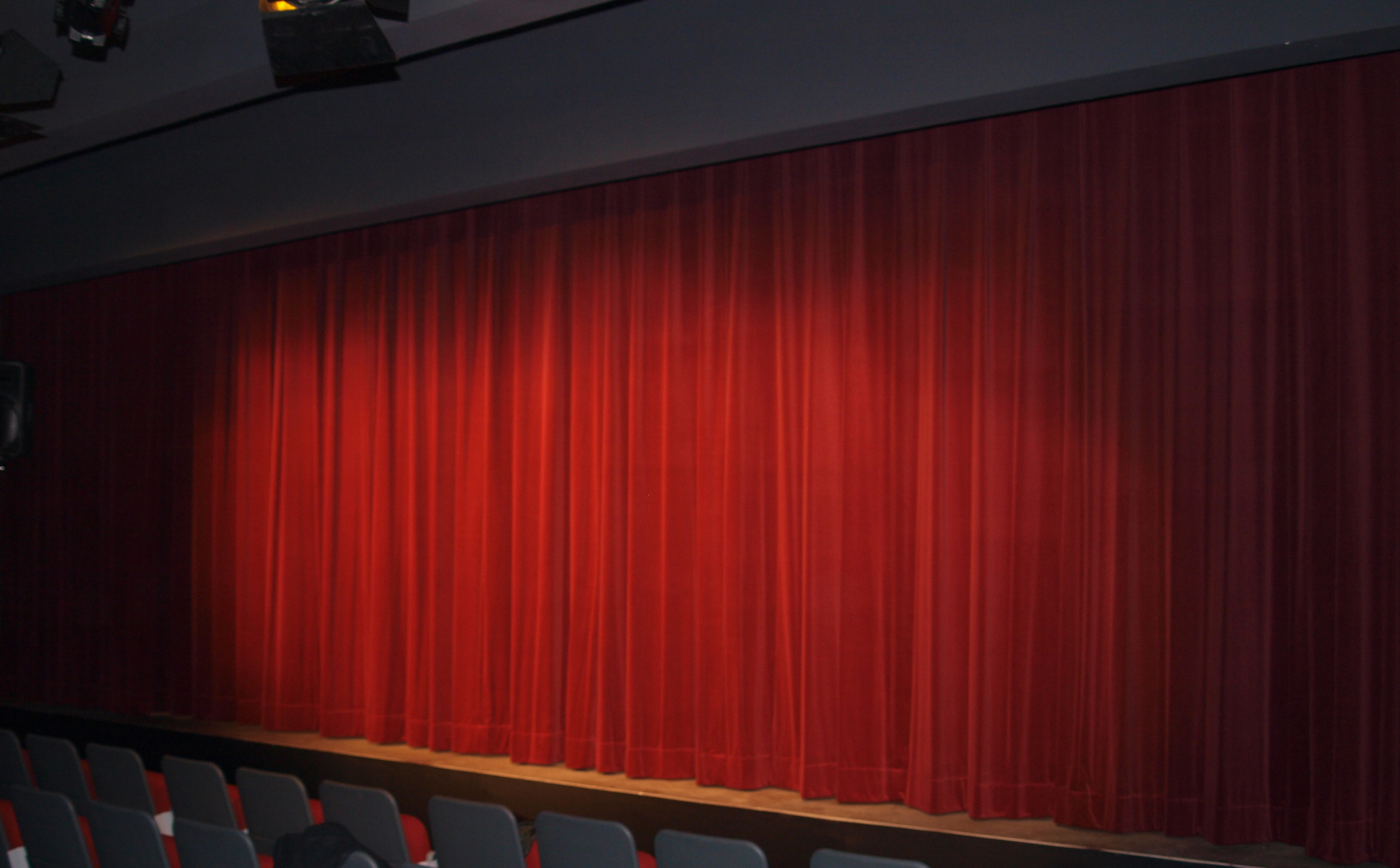
Theatersaal Theater am Meer

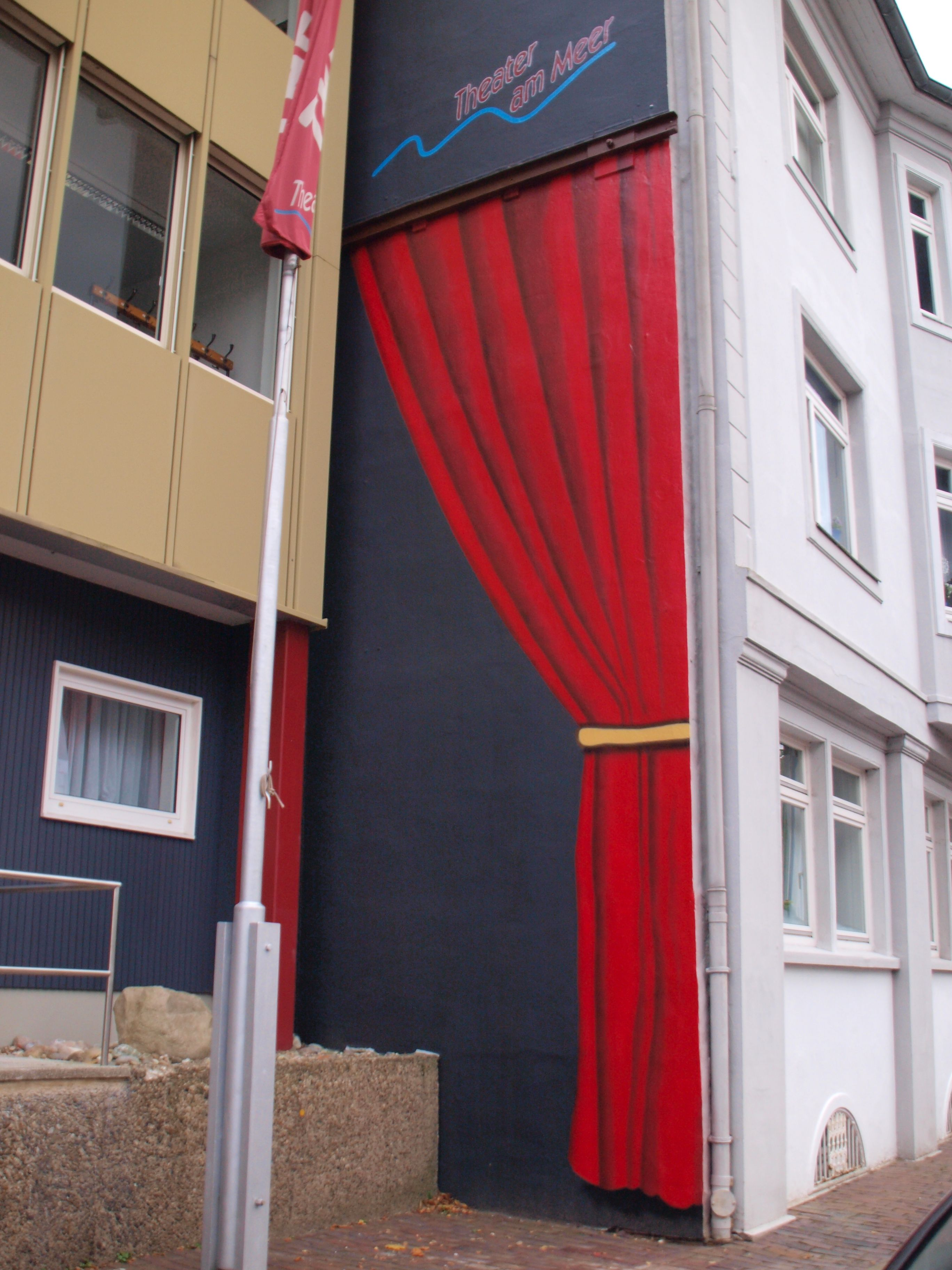
Wandbild am Theater am Meer

Das Theater am Meer – Niederdeutsche Bühne Wilhelmshaven ist ein Privattheater in Wilhelmshaven, das in der Rechtsform eines gemeinnützigen Vereins geführt wird.

## Profil
Seit 1932 präsentiert die semiprofessionelle Bühne Theaterstücke in niederdeutscher Sprache. Seit der Spielzeit 202/23 wird jährlich eine Produktion in hochdeutscher Sprache gespielt. Das Ensemble wird professionell durch Seminare des Niederdeutschen Bühnenbundes und eigene Aus- und Fortbildungsmaßnahmen geschult. Zudem trägt das Theater am Meer – Niederdeutsche Bühne Wilhelmshaven durch aktive Nachwuchsschulung – vor allem in der Theaterschule für Kinder und Jugendliche – dazu bei, die plattdeutsche Sprache zu erhalten.
In Zusammenarbeit mit professionellen und bühneneigenen Regisseuren präsentiert die Bühne im eigenen Zimmertheater mit 99 Plätzen in der Kieler Straße 63 zu jeder Saison einen gemischten Abendspielplan mit fünf Inszenierungen im Abendspielplan. Von der Komödie über das Lustspiel bis hin zur Farce und Schauspiel bis zur Tragödie ist alles vertreten, was in plattdeutscher Sprache qualitativ in das Spielplanangebot passt. In plattdeutscher Sprache geschriebene Stücke sind ebenso vertreten wie das ins Plattdeutsche übersetzte oder übertragene Stück aus anderssprachigen Lebensräumen. Das gesamte Programm wird neben dem freien Verkauf in verschiedenen Abonnementsreihen angeboten zudem auch das hochdeutsche Stück gehört.
Das Zimmertheater des Theaters am Meer wurde am 8. Mai 2010 mit dem Rockmusical Wi rockt op platt eröffnet. Dem Theaterfoyer angegliedert ist das Theatercafé „Kulissensnack“.
Das Theater am Meer – Niederdeutsche Bühne Wilhelmshaven ist dem Niederdeutschen Bühnenbund Niedersachsen-Bremen angeschlossen. Durch den Bühnenbund wird das Theater am Meer – Niederdeutsche Bühne Wilhelmshaven mit Mitteln des Landes Niedersachsen über den Niedersächsischen Heimatbund e. V. gefördert.

## Geschichte
Die Geschichte des Theaters am Meer reicht bis in die zweite Hälfte der 1920er Jahre zurück. Zu dieser Zeit wurde der in Rüstringen unterrichtende Schulrektor Heinrich Frese (1885–1974) gebeten, eine niederdeutsche Laienbühne ins Leben zu rufen. Frese war viele Jahre Vorsitzender des Seebade-, Heimat- und Verkehrsvereins Rüstringen, des späteren Wilhelmshavener Heimatvereins „Die Boje“. Er war der Bruder von August Frese, dem Begründer der Niederdeutschen Bühne Oldenburg, der heutigen August-Hinrichs-Bühne am Oldenburgischen Staatstheater. Am 28. September 1932 erfolgte die Gründung der Niederdeutsche Bühne Rüstringen. Hervorgegangen war die Bühne aus einer Arbeitsgemeinschaft des Heimatvereins. Heinrich Frese wurde zum ersten Bühnenleiter ernannt, da er bereits über Erfahrungen mit von Laien aufgeführten plattdeutschen Theaterstücken verfügte. Nach der Gründung kam mit Hermann Beuß (1858–1946) ein ehemaliger Berufsschauspieler an die neu gegründete Bühne, der dem Ensemble die Grundzüge des Theaterspiels, vor allem aber die notwendige Sprechtechnik lehrte.
Die erste Inszenierung der Niederdeutschen Bühne Rüstringen war 1932 die Komödie Stratenmusik von Paul Schurek, die in den „Centralhallen“ in der Peterstraße aufgeführt wurde. In den ersten Jahren spielte die Bühne ausschließlich Stücke, die original in niederdeutscher Sprache geschrieben waren. Es waren dies Stücke der niederdeutschen Autoren Heinrich Behnken, Hermann Boßdorf, Ivo Braak, Carl Budich, Karl Bunje, Heinrich Diers, Hans Ehrke, Gorch Fock, August Hinrichs, Rudolf Kinau, Friedrich Lange, Walter Looschen, Alma Rogge und Wilfried Wroost. Als Spielstätte diente neben den „Centralhallen“ auch das „Neue Schauspielhaus“, das ehemalige Seemannshaus der Stadt Rüstringen in der Bismarckstraße.
Von 1933 bis 1937 bot die Bühne jeweils im Sommer Freilichtaufführungen auf dem Rosenhügel im Rüstringer Stadtpark an. Auf der vom Hamburger Architekten Leberecht Migge konzipierten Naturbühne wurden vorwiegend Bauernschwänke gespielt: 1933 Wenn de Hahn kreiht von August Hinrichs, 1934 De Deerns ut'n Dörpkrog von Friedrich Lange, 1935 Swienskomödi von August Hinrichs und 1937 Besöök ut de Stadt von Friedrich Lange.
Am 28. November 1942 erfolgte mit Cilli Cohrs von Gorch Fock die letzte Aufführung. Danach musste der Spielbetrieb kriegsbedingt eingestellt werden. Nach dem Zweiten Weltkrieg ging der Spielbetrieb am 21. Oktober 1946 mit der Aufführung Kunzert in Dippelshagen von Jepp Andersen weiter. Die Bühnenmitglieder Waldemar Schröder und Willy Beutz hatten die ehemaligen Ensemblemitglieder nach dem Krieg wieder zusammengeführt. Waldemar Schröder übernahm für zwei Jahre den Vorsitz, bevor Willy Beutz Bühnenleiter wurde. Heinrich Frese blieb dem Ensemble als Ehrenvorsitzender erhalten.
Als Spielstätte diente das „Werftspeisehaus“ an der Ecke Göker-/Marktstraße. Mit Fritz Norden stand der Bühne wieder ein Berufsschauspieler und erfahrenen Regisseur zur Verfügung. Das Stück Up Düvels Schuvkar von Karl Bunje brachte es auf 58 Aufführungen mit rund 35.000 Besuchern.
1952 wurde die ehemalige Marine-Intendantur an der Ecke Virchow-/Peterstraße zum Stadttheater Wilhelmshaven umgebaut. Die Niederdeutsche Bühne Rüstringen wechselte dorthin und spielte am 29. Oktober 1952 als Eröffnungsbeitrag De latinsche Bur, eine Komödie von August Hinrichs. Der Niederdeutschen Bühne standen erneut Berufsregisseure zur Verfügung. Mit Willi Minauf (1889–1968) konnte man einen erfahrenen Berufsschauspieler als Schauspieler und Regisseur gewinnen. Rudolf Sang (1900–1972) wurde Intendant des Stadttheaters Wilhelmshaven. Neben dieser Tätigkeit inszenierte er regelmäßig als Gast Stücke für die Niederdeutschen Bühne.
Willy Beutz leitete die Niederdeutsche Bühne Rüstringen von 1947 bis 1982. Von 1961 bis 1982 war er auch Präsident des Niederdeutschen Bühnenbundes Niedersachsen und Bremen. Seit dieser Zeit führt der Bühnenbund zahlreiche Qualifizierungskurse mit professionellen Lehrkräften für Regisseure, Schauspieler, Masken- und Bühnenbildner durch, die von den Ensembles der Mitgliedsbühnen des Niederdeutschen Bühnenbundes Niedersachsen und Bremen besucht werden. Willy Beutz stiftete 1977 den Willy-Beutz-Preis zur Förderung des Niederdeutschen Schauspiels, der alle zwei Jahre von einer unabhängigen Fachjury vergeben wird. Die prämierten Schauspiele werden mit einem Wanderpokal und einem Geldbetrag ausgezeichnet. Der Schauspielpreis ist mit insgesamt 6000 Euro dotiert.
Nach Willy Beutz übernahm für zwei Jahre das Ensemblemitglied Karl-Heinz Herpel die Leitung der Bühne, bevor 1985 Arnold Preuß Bühnenleiter wurde, der dem Ensemble seit 1973 angehörte. Unter seiner Leitung wurden auch hochdeutsche Klassiker gespielt, wie 1986 als Erstaufführung in niederdeutscher Sprache Liliom von Ferenc Molnár (niederdeutsche Fassung Hans-Peter Renz), in der Regie von Harald Dornseiff (Landesbühne Niedersachsen Nord), mit Liliom (Arnold Preuß) und Julie (Marion Zomerland).
Dazu zählte auch auf dem Großen Gemeinsamen Bühnentag im Mai 1989 die niederdeutsche Erstaufführung von Bertolt Brechts De Herr Puntila un sien Knecht Matti, niederdeutsche Fassung Arnold Preuß, in der Regie von Georg Immelmann, dem Intendanten der Landesbühne Niedersachsen Nord.
1995 wurde Arnold Preuß kaufmännischer Geschäftsführer der Landesbühne Niedersachsen Nord. Die Leitung der Bühne übernahmen daher jeweils für vier Jahre die Bühnenmitglieder Klaus Aden und Rolf-Peter Lauxtermann. In dieser Zeit wurde auch die bühneneigene Theaterschule für Kinder im Alter von 8 bis 14 Jahren gegründet. In dieser Theaterschule werden Grundbegriffe des Theaterspiels und der niederdeutschen Sprache vermittelt. Im Mai 2003 erfolgte die Umbenennung der Bühne auf den neuen Namen „Theater am Meer – Niederdeutsche Bühne Wilhelmshaven“. Marion Zomerland und Arnold Preuß wurden als gleichberechtigte Bühnenleiter eingesetzt. Preuß ist dazu seit 2005 Präsident des Niederdeutschen Bühnenbundes Niedersachsen und Bremen.
Im Jahr 2007 zeichnete die Oldenburgische Landschaft die Arbeit an der Theaterschule des Theaters am Meer mit dem Förderpreis aus. Der Preis wird für den hervorragenden Einsatz für eine junge und dynamische Pflege der niederdeutschen Sprache vergeben, bei der junge Menschen an das plattdeutsche Kulturgut herangeführt werden.
Im August 2011 wurde mit dem Monolog für einen Schauspieler von Frank Pinkus Allein in der Sauna erstmals ein Theaterstück in hochdeutscher Sprache aufgeführt (Regie: Ulf Goerges, Darsteller: Arnold Preuß).
Im November 2011 fand die Uraufführung des Polizeimusicals Lüttstadtrevier von Marion Zomerland statt (Regie: Marion Zomerland und Arnold Preuß, Musikalische Leitung: Nicolas C. Ducci), bei dem ein Großteil des Ensembles aus der bühneneigenen Theaterschule kam.
Seit Mai 2012 laufen die jeweils rund zweijährigen Kurse der bühneneigenen Theaterschule unter professioneller theaterpädagogischer Betreuung.
Im November 2012 fand die Uraufführung des Musicals Dat Meer-Hotel von Marion Zomerland statt (Regie: Marion Zomerland und Arnold Preuß, Musikalische Einspielungen: Nicolas C. Ducci), bei dem wiederum ein Großteil des Ensembles aus der bühneneigenen Theaterschule kam.
Im Oktober 2013 erhielt die Fassade des Theaters ein Wandbild des Graffiti-Künstlers Bastian Tapken. Das Wandbild zeigt den geöffneten Vorhang des Theaters. Dieses legale Graffiti ist das erste im Rahmen der Aktion „Graffitifreies Wilhelmshaven“ von Stadt und Verein Kommunale Prävention (VKP).
Im Mai 2014 gewann das Theater erstmals den mit 3.000 Euro dotierten Willy-Beutz-Schauspielpreis mit dem Kriminalschauspiel Tööv, dat dat düster is von Frederick Knott, Niederdeutsch Lore Moor, Regie: Bernd Poppe.
Für ihr langjähriges ehrenamtliches Engagement im Bereich der Pflege und Förderung der niederdeutschen Sprache, des Theaterspiels und der Jugendkulturarbeit hat Bundespräsident Joachim Gauck Bühnenleiterin Marion Zomerland die Verdienstmedaille des Verdienstordens der Bundesrepublik Deutschland und Bühnenleiter Arnold Preuß das Verdienstkreuz am Bande des Verdienstordens der Bundesrepublik Deutschland verliehen. Der Auszeichnung erfolgte im Wilhelmshavener Rathaus am 9. März 2016.
Im Mai 2018 gewann das Theater am Meer erneut den mit 3.000 Euro dotierten Willy-Beutz-Schauspielpreis mit dem Stück Toeerst kummt de Familie von Joe DiPietro, niederdeutsch von Cornelia Stein und Rolf Petersen, Regie: Philip Lüsebrink.

## Bühnenleitungen
- Heinrich Frese (28. September 1932 bis 1942 – danach Spielbetrieb kriegsbedingt vorübergehend eingestellt)
- Waldemar Schröder (1945 bis 1947)
- Willy Beutz (1947 bis Oktober 1982)
- Karl-Heinz Herpel (Oktober 1982 bis 4. August 1985)
- Arnold Preuß (4. August 1985 bis 31. Mai 1995)
- Klaus Aden (31. Mai 1995 bis 28. Mai 1999)
- Rolf-Peter Lauxtermann (28. Mai 1999 bis 16. Mai 2003)
- Marion Zomerland (16. Mai 2003 bis 15. Juni 2017) und Arnold Preuß (seit 16. Mai 2003)
- Arnold Preuß (seit 15. Juni 2017)[17]